# Puro Chile (programa de televisión)
Puro Chile fue un programa de televisión chileno, creado y producido por Televisión Nacional de Chile, que fue estrenado en enero de 2016. Consistía en un programa de música chilena en vivo, y constituyó el primer programa de este carácter emitido en horario prime en décadas. Su primera y única temporada consistió en nueve episodios.

## Formato
Su formato es similar al programa británico Later... with Jools Holland de la BBC, presentando en vivo a tres artistas chilenos (bandas o solistas) que tocan en directo en un estudio equipado con tres escenarios distintos. A diferencia de Later..., el programa no cuenta con presentador, siendo los mismos artistas invitados los encargados de introducir la presentación siguiente.
Cada artista tiene espacio para tocar en solitario tres temas propios y un cover (ocasión en que el logo de Puro Chile cambia por «Puro Cover»). Además, se invita a algún grupo o cantante emergente para que interprete un par de canciones. Al final de cada episodio, todos los artistas invitados realizan una versión en conjunto del tema «Charagua», en homenaje al cantautor chileno Víctor Jara, y que fue característica de un segmento animado de TVN, protagonizado por Tevito.

## Transmisión
El programa, además de ser emitido por la señal nacional de TVN, fue emitido en directo por Radio Cooperativa y su señal vía streaming por la web oficial de la misma radio. El animador en radio es Mauricio Jürgensen, animador también del programa Dulce Patria de Cooperativa.
La primera temporada comenzó a grabarse en diciembre de 2015, y tuvo su estreno el 7 de enero de 2016. Consistió en nueve episodios. El 28 de marzo de 2016 se anunció la realización de una segunda temporada del programa. Sin embargo, esta nunca llegó a producirse.

## Capítulos
| Capítulo | Fecha de emisión      | Obertura                                      | Invitados                                                                              | Ref.   |
| -------- | --------------------- | --------------------------------------------- | -------------------------------------------------------------------------------------- | ------ |
| 1        | 7 de enero de 2016    | Manuel García y Joe Vasconcellos              | Manuel García, Joe Vasconcellos, Los Tetas, Santa María                                | [ 5 ]  |
| 2        | 14 de enero de 2016   | La Sonora de Tommy Rey                        | Américo, Astro, DJ Bitman, (Me llamo) Sebastián                                        | [ 6 ]  |
| 3        | 21 de enero de 2016   | Nerven & Zeller                               | Javiera Mena, Pedropiedra, Perrosky, Valdivia                                          | [ 7 ]  |
| 4        | 5 de febrero de 2016  | (sin obertura)                                | Daniel Muñoz y Los Marujos, Francisca Gavilán y La Regia Orquesta, María Esther Zamora | [ 8 ]  |
| 5        | 19 de febrero de 2016 | (sin obertura)                                | Gepe, Fernando Milagros, Ases Falsos, Amahiro                                          | [ 9 ]  |
| 6        | 4 de marzo de 2016    | Florcita Motuda                               | Chancho en Piedra, Camila Moreno, Dënver, Niño Cohete                                  | [ 10 ] |
| 7        | 11 de marzo de 2016   | Liricistas, Hordatoj, DJ Tee y Vanessa Valdez | De Kiruza, Hordatoj, Portavoz, Liricistas, Cómo asesinar a Felipes                     | [ 11 ] |
| 8        | 18 de marzo de 2016   | Valentín Trujillo y José Alfredo Fuentes      | Francisca Valenzuela, Electrodomésticos, Jiminelson, Ya Se Fueron                      | [ 12 ] |
| 9        | 1 de abril de 2016    | Los Jaivas                                    | Inti-Illimani Histórico, Nano Stern, We Are the Grand, Matorral                        | [ 13 ] |

Cursiva: Banda emergente.